# Lamborghini Raptor

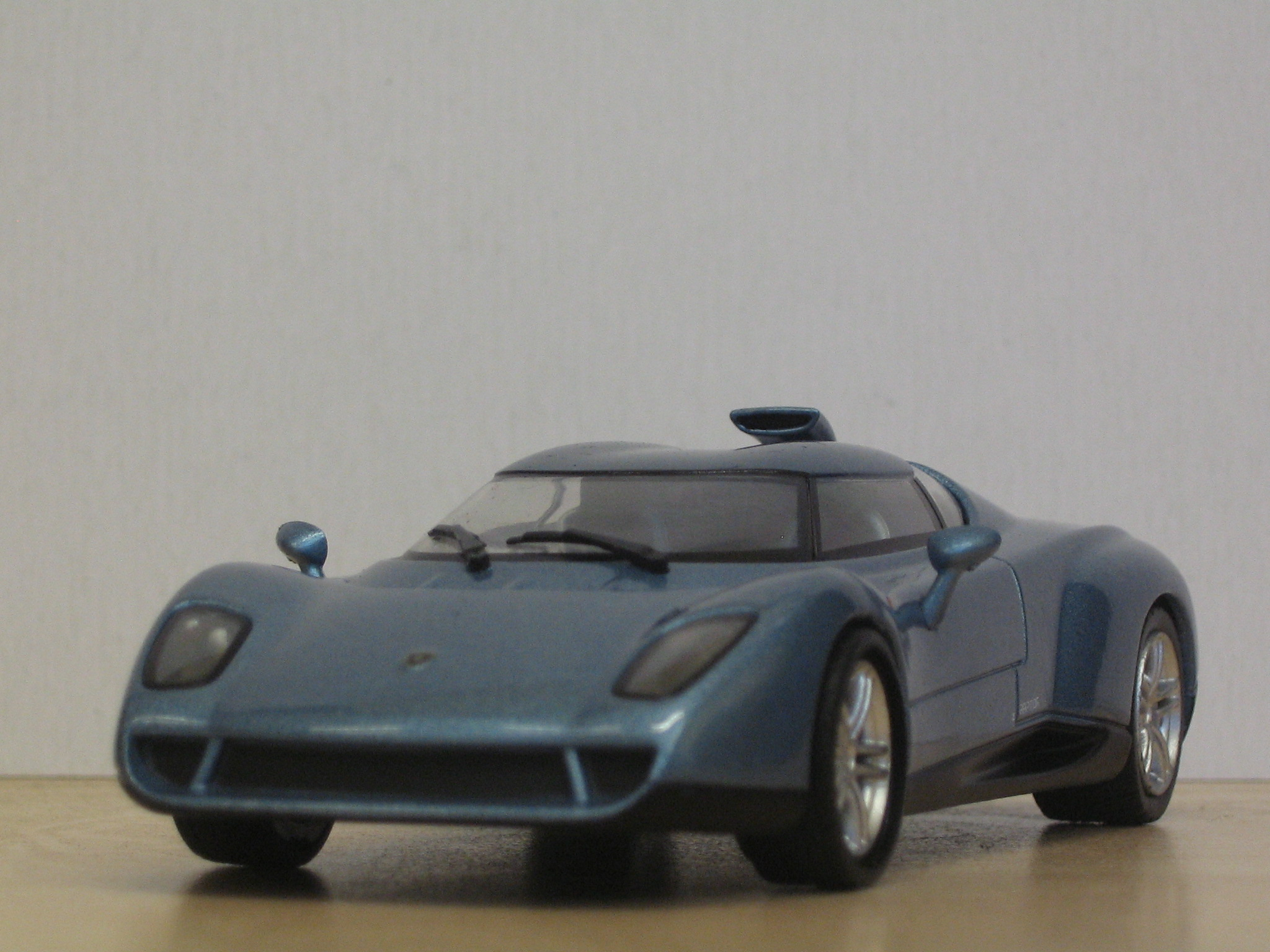

Lamborghini Raptor (Zagato Raptor) — концепт-кар, созданный в 1996 году дизайнерским бюро Zagato при участии бывшего чемпиона по скелетону, швейцарца Alain Wicki для компании Lamborghini.
Автомобиль Lamborghini Raptor оснащён 5,0-литровым турбированным мотором мощностью 650 л. с. Полноприводное шасси — от модели Lamborghini Diablo.
Образец транспортного средства был показан на Женевском автосалоне в 1996 году. Во время показа считалось, что машина уже готова к производству. Однако производство не стартовало, прототип принадлежал разработчикам до 2000 года, когда был продан с аукциона на Женевском автосалоне частному коллекционеру автомобилей из США.